# Murder in Trinidad
Pour plus de détails, voir Fiche technique et Distribution.
Murder in Trinidad est un film américain réalisé par Louis King, sorti en 1934. 

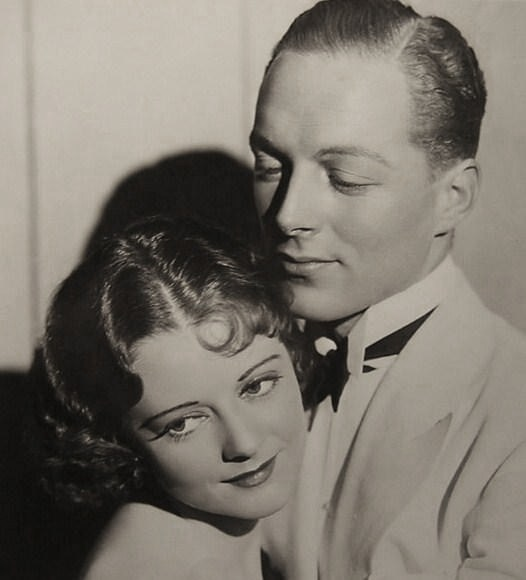
Heather Angel & Douglas Walton, photo publicitaire pour le film.

Le scénario est adapté du roman Murder in Trinidad (en) de John Vandercook (en), qui a aussi inspiré des films ultérieurs tels que Monsieur Moto en péril (Mr. Moto in Danger Island, 1939) et The Caribbean Mystery (1945).

## Synopsis
Bertram Lynch, un détective plutôt lent d'esprit, est appelé par le gouverneur de Trinidad pour enquêter sur des diamants brésiliens volés qui transitent en contrebande sur l'île. Lorsque le gouverneur est assassiné, Lynch mène les recherches pour retrouver le coupable avec l'aide de Joan, la petite amie du neveu du gouverneur.

## Fiche technique
- Réalisation : Louis King
- Scénario : Seton I. Miller d'après Murder in Trinidad (en) de John Vandercook (en)[1]
- Photographie : Barney McGill
- Montage : Alfred DeGaetano
- Musique : David Buttolph
- Producteur : Sol M. Wurtzel
- Pays de production :  États-Unis
- Société de production : Fox Film Corporation
- Langue : anglais américain
- Format : Noir et blanc — 35 mm — 1,37:1 — Son : Mono (Western Electric Noiseless Recording)
- Métrage : 2 075 mètres (8 bobines)
- Genre : Film dramatique, Thriller[2]
- Durée : 74 minutes (1 h 14)
- Date de sortie : 
  - États-Unis : 16 mai 1934

## Distribution
- Nigel Bruce : Bertram Lynch
- Heather Angel : Joan Cassell
- Victor Jory : Howard Sutter
- Murray Kinnell : Colonel Bruce Cassell
- Douglas Walton : Gregory Bronson
- J. Carrol Naish - Duval
- Claude King : Sir Ellery Bronson - Governor
- Pat Somerset (en) : Inspector Henley
- Francis Ford : Davenant
- John Davidson : Gookol Moah
- Noble Johnson : Queechie
- Harvey Clark : Getchel
- Perry Ivins : Doctor Barnett
- Paul Panzer : Paolo
- Allan Sears (en) : Hunter
- Arthur Shirley (en) : Customs Doctor
- Maidel Turner (en) : femme hystérique
- Jesse Graves (en) : Library Custodian
- Jean Fenwick (en) : l'opérateur du téléphone